# Johanna Hagn
Johanna Hagn (Wolfratshausen, 27 de enero de 1973) es una deportista alemana que compitió en judo.
Participó en los Juegos Olímpicos de Atlanta 1996, obteniendo una medalla de bronce en la categoría de +72 kg. Ganó una medalla de oro en el Campeonato Mundial de Judo de 1993 y tres medallas en el Campeonato Europeo de Judo entre los años 1996 y 2000.

## Palmarés internacional
| Juegos Olímpicos   | Juegos Olímpicos         | Juegos Olímpicos  | Juegos Olímpicos |
| Año                | Lugar                    | Medalla           | Categoría        |
| ------------------ | ------------------------ | ----------------- | ---------------- |
| 1996               | Atlanta (Estados Unidos) | Medalla de bronce | +72 kg           |
| Campeonato Mundial |                          |                   |                  |
| Año                | Lugar                    | Medalla           | Categoría        |
| 1993               | Hamilton (Canadá)        | Medalla de oro    | +72 kg           |
| Campeonato Europeo |                          |                   |                  |
| Año                | Lugar                    | Medalla           | Categoría        |
| 1996               | La Haya (Países Bajos)   | Medalla de plata  | +72 kg           |
| 1997               | Ostende (Bélgica)        | Medalla de oro    | +72 kg           |
| 2000               | Breslavia (Polonia)      | Medalla de bronce | +78 kg           |